# 王永礼
王永礼（1966年9月—），男，汉族，福建仙游人，中国共产党党员。在职研究生学历，管理学博士，经济师。现任中共福建省委常委、省人民政府副省长、黨組副書記，省委金融工委书记。

## 生平
2005年12月， 任福建省财政厅副厅长、党组成员。2013年9月，任福建省政府副秘书长、办公厅党组成员。2016年7月，任福建省财政厅党组书记。2016年9月，任福建省财政厅厅长、党组书记。
2018年6月，任中共泉州市委副书记。2018年7月，任泉州市委副书记，市政府副市长、代理市长、党组书记，次月当选市长。2021年7月，任泉州市委书记。
2021年11月，升任中共福建省委常委，次月兼任中共福建省委统战部部长。
2024年7月，转任福建省人民政府党组副书记、副省长。